# بخش کومیلا
بخش کومیلا (به لاتین: Comilla Division) یک منطقهٔ مسکونی در بنگلادش است. بخش کومیلا ۱۲٬۸۴۸٫۵۳ کیلومتر مربع مساحت و ۱۶٬۷۰۸٬۰۰۰ نفر جمعیت دارد.